# Плурибус
«Плурибус» (англ. Pluribus) — предстоящий телесериал шоураннера Винса Гиллигана в жанре фантастической драмы. Главную роль в нём исполнит Рэй Сихорн. Премьера состоится на стриминговой платформе Apple TV+ 7 ноября 2025 года. Заказано производство двух сезонов.

## Сюжет
Действие «весёлого» фантастического телесериала происходит в Альбукерке (штат Нью-Мексико, США) и показано с точки зрения героини, которую играет Рэй Сихорн. В сериале фигурирует наш современный мир, но с рядом фантастических элементов.

## В ролях
- Рэй Сихорн
- Каролина Выдра — Ана
- Карлос Мануэль Весга
- Самба Шутте

## Производство
После завершения работы над телесериалом «Лучше звоните Солу» Винс Гиллиган презентовал идею своего нового телепроекта в августе 2022 года представителям компании Sony Pictures Television. Месяц спустя компания Apple TV+ приобрела права на показ будущего телесериала Гиллигана, заказав сразу два сезона. Гиллиган был утверждён в роли шоураннера и исполнительного продюсера, а Рэй Сихорн — на главную актёрскую роль.
Написание сценария к первому сезону активно шло в 2023 году, но было прервано из-за забастовки гильдии сценаристов. В октябре 2023 года Гиллиган и его сценаристы вернулись к работе для завершения сценариев последних двух эпизодов. Из-за забастовки также были отложены планы по началу съёмок зимой 2023/24 года в Альбукерке. В январе 2024 года Сихорн призналась, что Гиллиган написал роль её героини специально для неё.
В марте 2024 года Каролина Выдра была утверждена на роль Аны, «оптимистичной молодой женщины».
Съёмки телесериала начались в марте 2024 года в Нью-Мексико и завершились в сентябре 2024 года. Рабочим названием сериала было Wycaro 339.
В июле 2025 года было объявлено название сериала — «Плурибус» (англ. Pluribus), а также стала известна дата премьеры — 7 ноября 2025 года.